# Selección femenina de hockey sobre hierba de Alemania
La Selección femenina de hockey sobre hierba de Alemania es el equipo formado por jugadoras de nacionalidad alemana que representa a la Federación Alemana de Hockey sobre Hierba. Es una de las pocas selecciones femeninas que han conseguido triunfar en las más importantes competiciones internacionales organizadas por la Federación Internacional de Hockey (FIH) o el Comité Olímpico Internacional (COI). Es uno de los equipos de hockey sobre hierba de mayor palmarés a nivel mundial.
Alemania ha logrado el primer puesto en el Campeonato del Mundo de 1976 y 1981, además de dos segundos puestos y dos terceros. En tanto, ha conquistado la medalla de oro en los Juegos Olímpicos de 2004 y la plata en 1984 y 1992.
El equipo ha obtenido el tercer puesto en la Liga Mundial de 2014/15. En el Champions Trophy, Alemania ha conseguido un primer puesto, cinco segundos y cuatro terceros. A nivel continental, ha triunfado en el Campeonato de Europa de 2007 y 2013, logrado además cinco segundos puestos y tres terceros.

## Historial

### Campeonato Mundial de Hockey sobre Hierba
- Medalla de bronce en la copa del mundo 1974.
- Medalla de oro en la copa del mundo 1976.
- Medalla de plata en la copa del mundo 1978.
- Medalla de oro en la copa del mundo 1981.
- Medalla de plata en la copa del mundo 1986.
- Medalla de bronce en la copa del mundo 1988.

### Liga Mundial
- 2012/13: 7º puesto
- 2014/15: 3º puesto

### Hockey Pro League
- 2019 -  4.º
- 2020-2021 - 5.º
- 2021-2022 - 4.º
- 2022-2023 - 5.º
- 2023-2024 - Plata
- 2024-2025 - 7.º

### Campeonato Europeo de Hockey sobre Hierba
- Medalla de bronce en el europeo de 1984.
- Medalla de plata en el europeo de 1981.
- Medalla de bronce en el europeo de 1995.
- Medalla de plata en el europeo de 1999.
- Medalla de bronce en el europeo de 2003.
- Medalla de plata en el europeo de 2005.
- Medalla de oro en el europeo de 2007.
- Medalla de plata en el europeo de 2009.
- Medalla de plata en el europeo de 2011.

### Champions Trophy
- Medalla de plata en la edición de 1991.
- Medalla de plata en la edición de 1997.
- Medalla de plata en la edición de 2000.
- Medalla de plata en la edición de 2004.
- Medalla de oro en la edición de 2006.
- Medalla de bronce en la edición de 2007.
- Medalla de plata en la edición de 2008.

### Champions Challenge
- Medalla de oro en la edición de 2003.

### Juegos Olímpicos
- Medalla de plata en los Juegos Olímpicos de Los Ángeles 1984.
- Medalla de plata en los Juegos Olímpicos de Barcelona 1992.
- Medalla de oro en los Juegos Olímpicos de Atenas 2004.